# Oakwood (Texas)
Oakwood is een plaats (town) in de Amerikaanse staat Texas, en valt bestuurlijk gezien onder Freestone County en Leon County.

## Demografie
Bij de volkstelling in 2000 werd het aantal inwoners vastgesteld op 471.
In 2006 is het aantal inwoners door het United States Census Bureau geschat op 502, een stijging van 31 (6,6%).

## Geografie
Volgens het United States Census Bureau beslaat de plaats een oppervlakte van
2,8 km², geheel bestaande uit land. Oakwood ligt op ongeveer 92 m boven zeeniveau.

## Geboren
- R.H. Bing (1914-1986), wiskundige

## Plaatsen in de nabije omgeving
De onderstaande figuur toont nabijgelegen plaatsen in een straal van 36 km rond Oakwood.